# August 1944
Portal Geschichte | Portal Biografien | Aktuelle Ereignisse | Jahreskalender | Tagesartikel

◄ |
19. Jahrhundert |
20. Jahrhundert
| 21. Jahrhundert

◄ |
1910er |
1920er |
1930er |
1940er
| 1950er | 1960er | 1970er | ►

◄ |
1940 |
1941 |
1942 |
1943 |
1944
| 1945 | 1946 | 1947 | 1948 | ►

◄ |
Mai 1944 |
Juni 1944 |
Juli 1944 |
August 1944 |
September 1944 |
Oktober 1944 |
November 1944 |
►
Dieser Artikel behandelt tagesbezogene Nachrichten und Ereignisse im August 1944.
… noch laufende Kämpfe/Ereignisse aus dem Vormonat:
- Operation Cobra im Rahmen der Landung in Nordwestfrankreich: US-Amerikaner im Raum Saint-Lô, Caen, Operation Bluecoat  und ab 31. Juli  nach der Panzerschlacht von Avranches gelingt der Durchbruch durch die deutsche Westfront, Kessel von Falaise
- Rastenburg (heute Kętrzyn) / Berlin: das Attentat des 20. Juli durch Claus Graf Schenk von Stauffenberg auf Hitler und der damit verbundene Militär-Putsch („Unternehmen Walküre“) misslingen vollständig (Attentat im Hauptquartier Wolfsschanze in Ostpreußen)
  - viele der Beteiligten (Opposition, Verschwörer), aber auch nur der Beteiligung Verdächtigte, werden in den nächsten Tagen und Wochen nach Schnellverfahren hingerichtet. Repression in Deutschland nimmt massiv zu.
- Ungarn: Der schwedische Diplomat Raoul Wallenberg, der im Juli 1944 nach Budapest kam, beteiligt sich mit anderen Diplomaten an der Rettung ungarischer Juden während der deutschen Deportationen (Shoah).

## Tagesgeschehen

### Dienstag, 1. August
- Warschau: Beginn des Warschauer Aufstands (1. August bis 3. Oktober) gegen die Besatzungsmacht
- Die 2. französische Panzerdivision Leclerc (2e division blindée) wird ausgerüstet mit amerikanischen Panzern und Fahrzeugen aus England in der Normandie angelandet und dem XV. Korps der 3. US-Armee von General Patton unterstellt.

### Mittwoch, 2. August
- Jugoslawien: Gründung des Antifaschistischen Rats der Volksbefreiung Mazedoniens; die Mazedonier werden von den Tito-Partisanen (Jugoslawische Volksbefreiungsarmee) als ein Staatsvolk Jugoslawiens anerkannt.
- Ankara: die Türkei suspendiert die diplomatischen Beziehungen mit dem Deutschen Reich.

### Freitag, 4. August

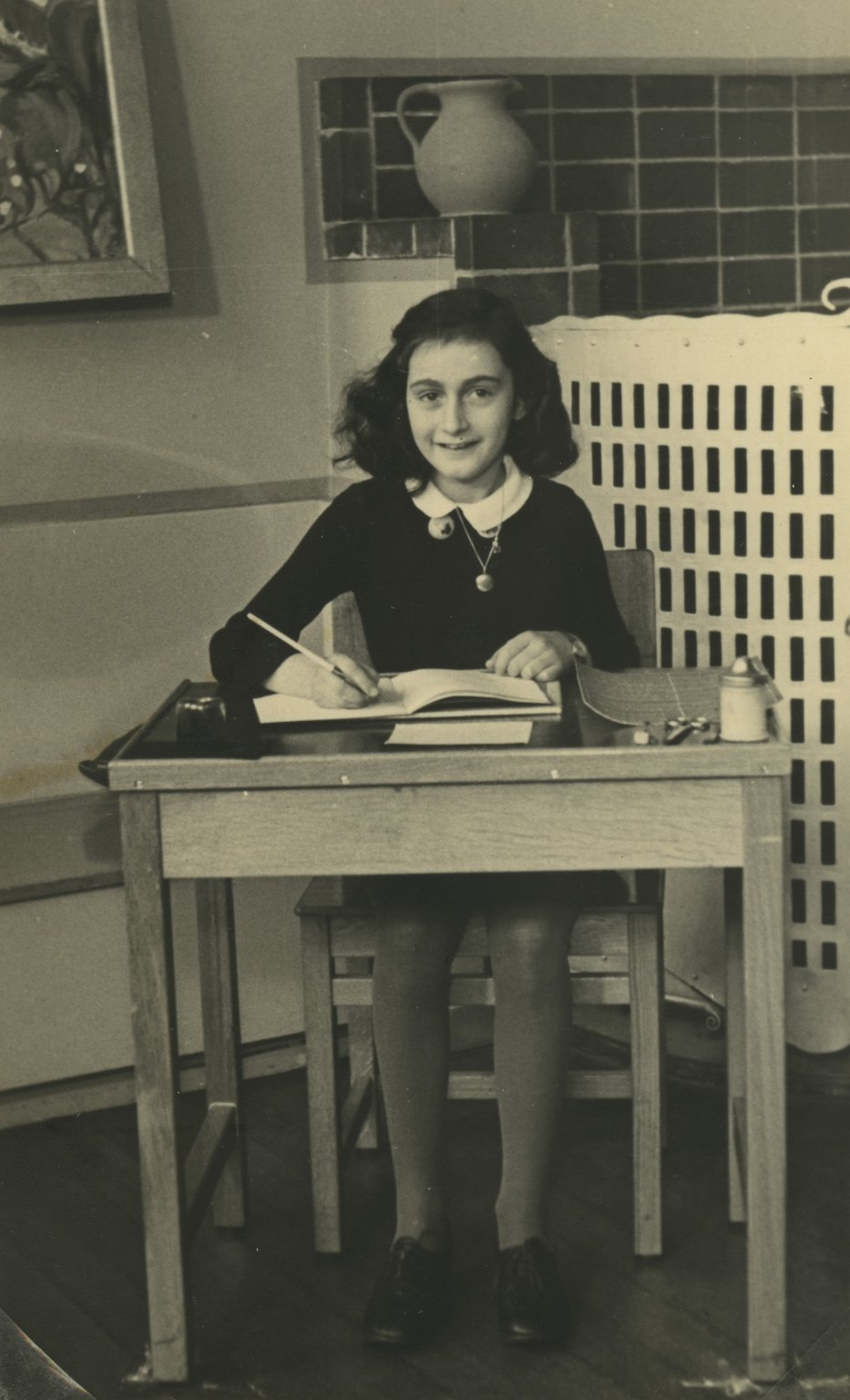
Anne Frank im Jahr 1940

- OB Montgomery, alliierte Bodentruppen, kündigt intern eine generelle Änderung im weiteren Invasionsplan an. Statt nach Südwesten nun Hauptausrichtung nach Osten.
- Den Haag (besetzte Niederlande) – Verhaftung von Anne Frank und ihren Angehörigen im Versteck in der Prinsengracht, nachdem ein Anruf bei der Gestapo eingegangen war. Drei Tage später kamen sie als Juden ins so genannte Durchgangslager Westerbork. (Am 2. September wurde sie mit ihrer Familie und der Familie van Pels beim Appell zum Transport ins Konzentrationslager Auschwitz ausgewählt und von de SS dorthin deportiert. Nur ihr Vater Otto Frank überlebte die Haft und die Kriegszeit.)
- Italien: Alliierte Truppen erreichen auf dem Vormarsch nach Norden die Linie bei Florenz

### Samstag, 5. August
- Warschau: Die Aufständischen befreien 348 jüdische Zwangsarbeiter aus einem der Arbeitslager.
- Magdeburg: bei alliiertem Luftangriff werden 683 Menschen getötet.
- Australien: Im Internierungslager bei Cowra fliehen japanische Kriegsgefangene. Das ist der vermutlich historisch größte Kriegsgefangenenausbruch. 231 Japaner und vier Wachleuten sterben dabei; 108 Japaner werden verwundet. Alle Geflohenen sind neun Tage später wieder in Haft.

### Sonntag, 6. August
- Unternehmen Lüttich: der deutsche Angriff unter dem OB West v. Kluge, wird nach zwei Tagen gestoppt

### Donnerstag, 10. August
- Der Streik der U-Bahn sowie Teilen der Gendarmerie sind erste Anzeichen der in den nächsten Tagen folgenden Befreiung von Paris/Libération
- Nach dem schnellen Vorstoß in Richtung Paris bereiten sich die alliierten Truppen auf Kämpfe um die Stadt vor. Verhandlungen zwischen Eisenhower und De Gaulle über die Reihenfolge des Vormarsches.

### Samstag, 12. August

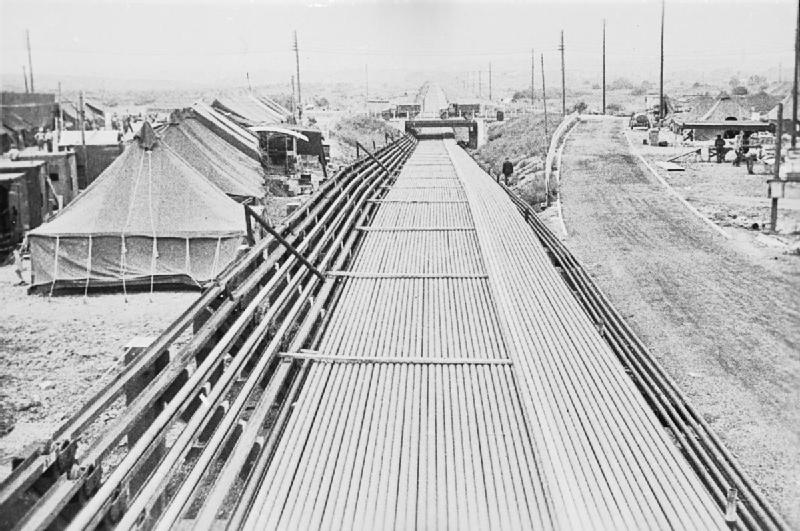
Vorbereitete Pipeline für die Operation Pluto

- Ärmelkanal: Operation Pluto: für den Nachschub wichtige Ölpipeline von England nach Frankreich fertig verlegt
- Italien: die Alliierten nehmen Florenz ein
- Italien: Vier Kompanien der Waffen-SS erschießen als Repressalie nach zahlreichen Partisanenangriffen fast alle Bewohner des italienischen Dorfs Sant’Anna di Stazzema, darunter 130 Kinder und viele Frauen. Die Zahl der Opfer wird auf 400 bis 560 geschätzt.

### Dienstag, 15. August
- In Südfrankreich landen große amerikanische und einige französische Truppenverbände an der Mittelmeerküste zwischen Toulon und Cannes, Beginn der Operation Dragoon

### Mittwoch, 16. August
- Ostfront, 16. bis 20. August: im Unternehmen Doppelkopf gelingt es der deutschen 3. Panzerarmee die Landverbindung zwischen den Heeresgruppen Mitte und Nord zeitweilig wiederherzustellen.
- Paris: nun streiken auch die Postboten. Die Deutschen reagierten auf den schnell anwachsenden Widerstand u. a. , indem sie in der Nacht 35 französische Jugendliche beim Carrefour des Cascades erschießen.
- China: mit der Schlacht um Guilin-Liuzhou (Henan-Hunan-Guangxi) gelingt den Japanern gegen Truppen von Chiang Kai-shek die Einnahme von Flugfeldern in Südostchina (bis zum 24. November).

### Donnerstag, 17. August
- Frankreich: nach Bombardierung wird  Saint-Malo eingenommen. Kapitulation von Oberst Aulock.

### Freitag, 18. August
- Polen/Deutschland: die Rote Armee der UdSSR erreicht die Grenze von Ostpreußen

### Samstag, 19. August

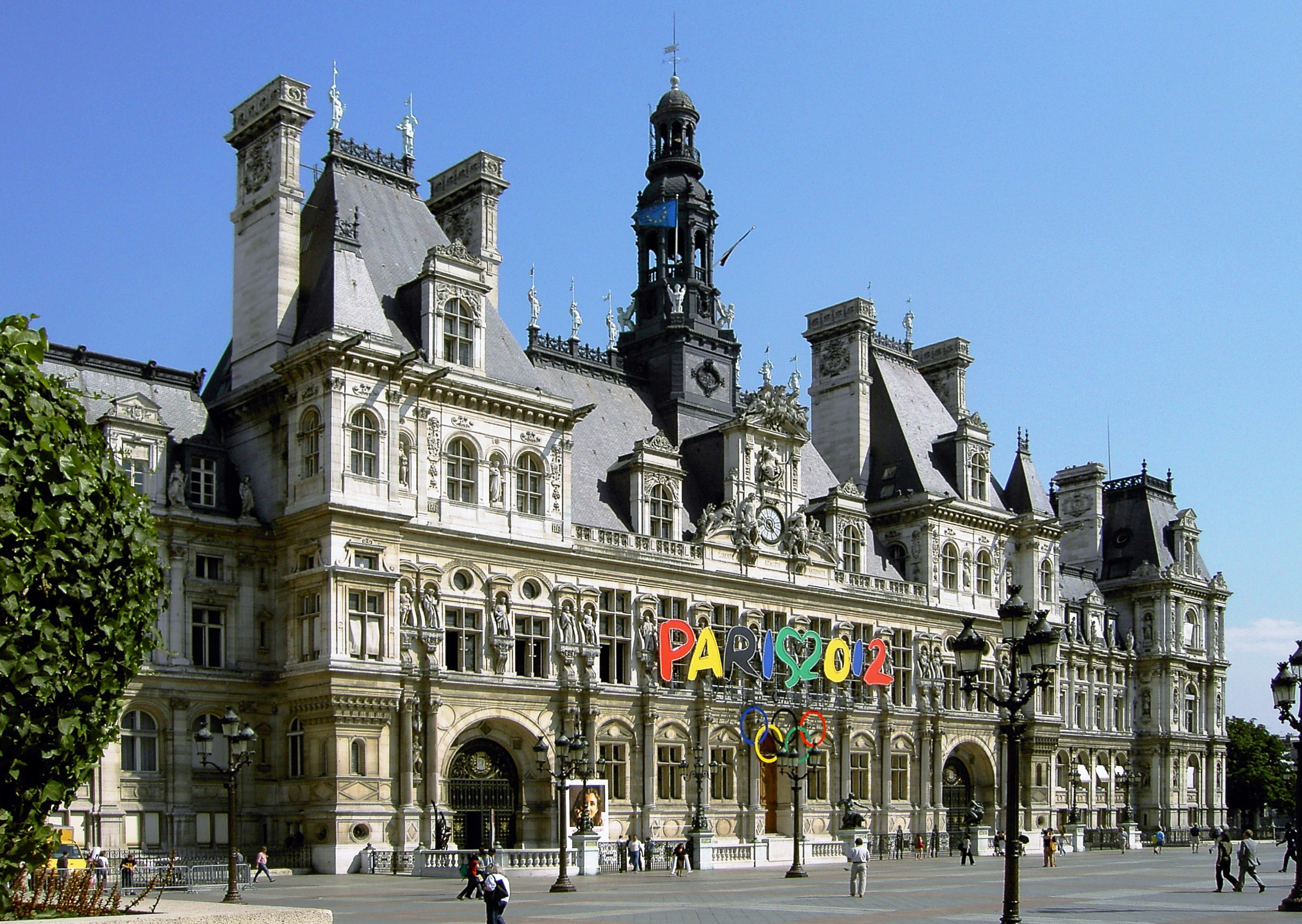
Hôtel de Ville (2012)

- Paris: Am Morgen des 19. August greifen Widerstandskämpfer deutsche Wagenkolonnen auf den Champs-Élysées an. Unorganisiert und unzureichend bewaffnet, besetzten sie Polizeistationen, Ministerien, Zeitungsredaktionen und das Hôtel de Ville.
  - die Streikbewegung weitet sich zum Generalstreik aus.
  - Am Abend bittet von Choltitz um eine Feuerpause bei der Résistance. Sie wird bis zum Mittag des 23. August vereinbart.

### Sonntag, 20. August
- Rumänien/Operation Jassy-Kischinew: die 2. und 3. Ukrainische Front der Roten Armee beginnen in Rumänien eine Sommeroffensive gegen die Heeresgruppe Südukraine.

### Montag, 21. August

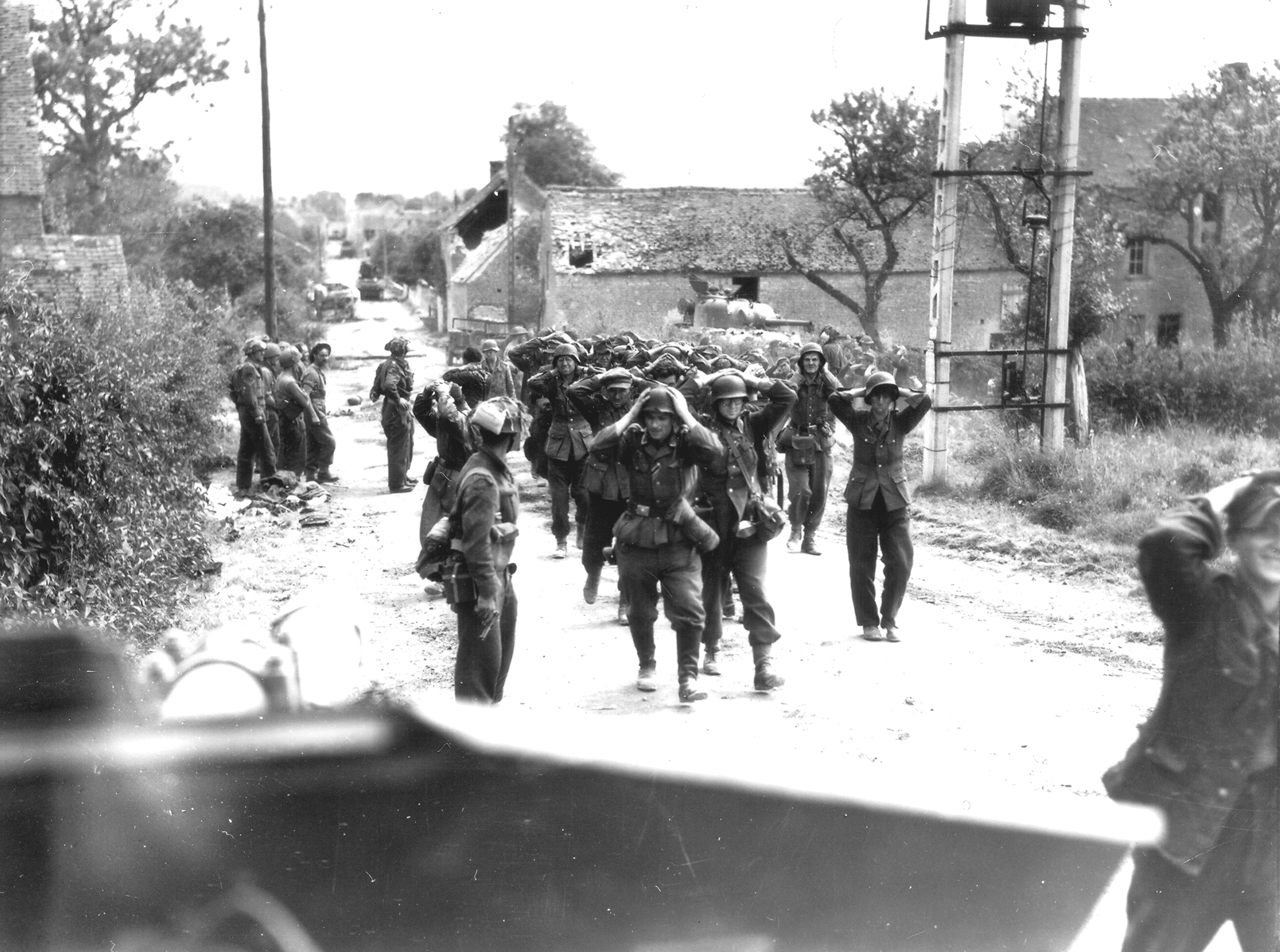
Wehrmachtssoldaten ergeben sich kanadischen Einheiten in St. Lambert, 19. August 1944

- Normandie: ein großer Teil der deutschen Truppen im Kessel von Falaise wird aufgerieben.

### Dienstag, 22. August
- Berlin: Die Verhaftungswelle Aktion Gitter startet im gesamten Reich, dabei werden viele ehemalige politische Gegner verhaftet und interniert.
- Indien: die japanischen Truppen ziehen sich wieder aus Indien zurück
- Paris: Am Abend befiehlt OB Dwight D. Eisenhower General Bradley Paris einzunehmen.

### Mittwoch, 23. August
- Rumänien schließt nach einem Staatsstreich einen Waffenstillstand mit den Alliierten und erklärt dem Deutschen Reich den Krieg.
- besetztes Griechenland: die Heeresgruppe E der Wehrmacht beginnt ihren Rückzug.

### Donnerstag, 24. August
- Paris: Nach immer heftigeren Kämpfen zwischen Widerstandskämpfern und Deutschen waren etwa drei Viertel der Stadtfläche in der Hand der Résistance, das Zentrum behaupteten jedoch immer noch deutsche Truppen.
- Die 2. französische Panzerdivision Leclerc (2e division blindée) rückt –  gefolgt von der 4. US-Infanteriedivision – am 24. und 25. auf das Zentrum von Paris vor. Sie sichern danach dort De Gaulles Stellung. Deren Verluste etwa 300 Mann und 40 Panzer.
- Dietrich von Choltitz, der deutsche Stadtkommandant von Groß-Paris, kapituliert nahezu kampflos …… und missachtet damit den wiederholten Führerbefehl „Paris zerstören“ von Hitler. Er kapituliert nach seiner Gefangennahme gegenüber der Résistance und dann vor General Leclerc. Ansprache De Gaulles vom Rathausbalkon.

### Freitag, 25. August
- Paris: Erste Siegesparade auf den Champs Elysées
- Kampf um/Bataille de Toulon
- Königsberg: Zweiter Nachtangriff durch Bomber der RAF

### Samstag, 26. August
- Bulgarien: Ministerpräsident I. I. Bagrjanow erklärt die weitere Neutralität Bulgariens und lehnt eine künftige Allianz mit dem Deutschen Reich ab.

### Montag, 28. August
- Marseille: In der von ihnen besetzten Stadt kapitulieren nach einwöchigem Kampf die Einheiten der Wehrmacht gegenüber französischen Truppen.

### Dienstag, 29. August
- Besetztes Ungarn: Der Reichsverweser Miklós Horthy (zeitweise Alleinherrscher) entlässt die mit Deutschland kollaborierende Regierung Sztójay und ernennt General Géza Lakatos zum Ministerpräsidenten.
- Tschechoslowakei: der militärisch geführte Slowakische Nationalaufstand bricht aus (wird am 27. Oktober niedergeschlagen).
- Zweite Siegesparade in Paris von französische und amerikanische Truppen